# Germond-Rouvre
Germond-Rouvre é uma comuna francesa na região administrativa da Nova Aquitânia, no departamento de Deux-Sèvres. Estende-se por uma área de 17,88 km². Em 2010 a comuna tinha 1 201 habitantes (densidade: 67,2 hab./km²).